# Vyšėjšaja Liha 1995
La Vyšėjšaja Liha 1995 è stata la quinta edizione della massima serie del campionato bielorusso di calcio, disputato tra il 10 luglio e il 6 novembre 1995 e conclusosi con la vittoria della Dinamo Minsk, al suo quinto titolo consecutivo. Il capocannoniere della competizione fu Sjarhej Jaromka (MPKC Mazyr) con 16 reti realizzate.

## Stagione

### Novità
Dalla Vyšėjšaja Liha 1994-1995 vennero retrocessi in Peršaja Liha il Homsel'maš Homel' e il Ljakamatyŭ Vicebsk, mentre dalla Peršaja Liha vennero promossi il MPKC Mazyr e l'Ataka-Aura Minsk.

### Formula
Le 16 squadre partecipanti disputarono un girone all'italiana con partite di sola andata per un totale di 15 partite. La prima classificata, vincitrice del campionato, venne ammessa alla Coppa UEFA 1996-1997, assieme alla seconda classificata. La squadra vincitrice della Coppa di Bielorussia venne ammessa alla Coppa delle Coppe 1996-1997; se quest'ultima avesse concluso il campionato al secondo posto, la terza classificata sarebbe stata ammessa in Coppa UEFA. Un ulteriore posto venne assegnato per la partecipazione alla Coppa Intertoto 1996. L'ultima venne retrocessa in Peršaja Liha, mentre la penultima disputò uno spareggio contro la seconda classificata in Peršaja Liha.

## Squadre partecipanti
| Club              | Città      | Stadio           | Stagione 1994-1995          |
| ----------------- | ---------- | ---------------- | --------------------------- |
| Abutnik Lida      | Lida       | Stadio Abutnik   | 8º posto in Vyšėjšaja Liha  |
| Ataka-Aura Minsk  | Minsk      | Stadio Traktar   | 2º posto in Peršaja Liha    |
| Babrujsk          | Babrujsk   | Stadio Spartak   | 12º posto in Vyšėjšaja Liha |
| De'vina Vicebsk   | Vicebsk    | Vitebsky CSK     | 2º posto in Vyšėjšaja Liha  |
| Dinamo Brėst      | Brėst      | OSK Brestsky     | 10º posto in Vyšėjšaja Liha |
| Dinamo Minsk      | Minsk      | Stadio Dinamo    | Campione di Bielorussia     |
| Dinamo-93 Minsk   | Minsk      | Stadio Traktar   | 3º posto in Vyšėjšaja Liha  |
| Dnjapro Mahilëŭ   | Mahilëŭ    | Spartak Stadium  | 5º posto in Vyšėjšaja Liha  |
| Maladzečna        | Maladzečna | Stadio Metallurg | 4º posto in Vyšėjšaja Liha  |
| MPKC Mazyr        | Mazyr      | Stadyen Junatsva | 1º posto in Peršaja Liha    |
| Nëman             | Hrodna     | Stadyen Nëman    | 7º posto in Vyšėjšaja Liha  |
| Šachcër Salihorsk | Salihorsk  | Stadyen Stroitel | 14º posto in Vyšėjšaja Liha |
| Šynnik Babrujsk   | Babrujsk   | Stadio Spartak   | 13º posto in Vyšėjšaja Liha |
| Tarpeda Mahilëŭ   | Mahilëŭ    | Stadio Torpedo   | 11º posto in Vyšėjšaja Liha |
| Tarpeda Minsk     | Minsk      | Stadio Torpedo   | 6º posto in Vyšėjšaja Liha  |
| Vedryč Rėčyca     | Rėčica     | Stadio Vedrich   | 9º posto in Vyšėjšaja Liha  |

## Classifica finale
|  | Pos. | Squadra           | Pt | G  | V  | N | P  | GF | GS | DR  |
|  | ---- | ----------------- | -- | -- | -- | - | -- | -- | -- | --- |
|  | 1.   | Dinamo Minsk      | 38 | 15 | 12 | 2 | 1  | 42 | 13 | +29 |
|  | 2.   | MPKC Mazyr        | 36 | 15 | 11 | 3 | 1  | 44 | 9  | +35 |
|  | 3.   | Dinamo-93 Minsk   | 32 | 15 | 10 | 2 | 3  | 28 | 15 | +13 |
|  | 4.   | Ataka-Aura Minsk  | 29 | 15 | 8  | 5 | 2  | 26 | 7  | +19 |
|  | 5.   | Maladzečna        | 25 | 15 | 8  | 1 | 6  | 33 | 19 | +14 |
|  | 6.   | Dnjapro Mahilëŭ   | 22 | 15 | 7  | 1 | 7  | 26 | 23 | +3  |
|  | 7.   | De'vina Vicebsk   | 20 | 15 | 5  | 5 | 5  | 12 | 12 | 0   |
|  | 8.   | Nëman             | 19 | 15 | 6  | 1 | 8  | 20 | 35 | -15 |
|  | 9.   | Tarpeda Minsk     | 18 | 15 | 5  | 3 | 7  | 12 | 27 | -15 |
|  | 10.  | Tarpeda Mahilëŭ   | 17 | 15 | 4  | 5 | 6  | 17 | 21 | -4  |
|  | 11.  | Dinamo Brėst      | 17 | 15 | 5  | 2 | 8  | 27 | 32 | -5  |
|  | 12.  | Abutnik Lida      | 16 | 15 | 4  | 4 | 7  | 15 | 23 | -8  |
|  | 13.  | Šachcër Salihorsk | 16 | 15 | 4  | 4 | 7  | 12 | 20 | -8  |
|  | 14.  | Vedryč Rėčyca     | 15 | 15 | 4  | 3 | 8  | 22 | 20 | +2  |
|  | 15.  | Šynnik Babrujsk   | 15 | 15 | 4  | 3 | 8  | 17 | 29 | -12 |
|  | 16.  | Babrujsk          | 2  | 15 | 0  | 2 | 13 | 6  | 54 | -48 |

Legenda:
      Campione di Bielorussia e ammesso alla Coppa UEFA 1996-1997.
      Ammesso alla Coppa UEFA 1996-1997.
      Ammesso alla Coppa delle Coppe 1996-1997.
      Ammessa alla Coppa Intertoto 1996.
      Retrocessa in Peršaja Liha 1996.
Note:
Tre punti a vittoria, uno a pareggio, zero a sconfitta.

## Risultati

### Tabellone
|                   | DiM  | MPK  | D93  | Ata  | Mal  | Dnj  | DeV  | Nëm  | TMi  | TMa  | DiB  | Abu  | Šac  | Ved  | Šyn  | Bab  |
| ----------------- | ---- | ---- | ---- | ---- | ---- | ---- | ---- | ---- | ---- | ---- | ---- | ---- | ---- | ---- | ---- | ---- |
| Dinamo Minsk      | –––– |      |      | 0-0  | 2-0  |      | 3-1  |      | 5-1  |      | 5-2  | 6-2  | 1-1  |      |      | 6-1  |
| MPKC Mazyr        | 2-1  | –––– | 2-2  |      |      | 1-0  |      | 7-0  |      | 3-1  |      |      |      | 3-0  | 4-0  |      |
| Dinamo-93 Minsk   | 0-2  |      | –––– | 1-1  | 4-1  |      |      |      | 3-1  |      | 1-0  | 2-1  | 1-0  |      |      | 6-0  |
| Ataka-Aura        |      | 1-1  |      | –––– |      |      |      |      |      | 0-0  | 3-1  |      | 4-0  | 1-0  | 3-0  | 3-0  |
| Maladzečna        |      | 2-1  |      | 1-0  | –––– | 2-1  | 0-1  | 1-3  |      | 4-0  |      |      |      | 2-1  | 6-1  |      |
| Dnjapro Mahilëŭ   | 0-1  |      | 1-3  | 0-0  |      | –––– |      |      | 3-2  |      | 4-3  | 3-0  | 0-1  |      |      | 5-1  |
| De'vina Vicebsk   |      | 1-1  | 0-1  | 0-2  |      | 1-2  | –––– | 2-0  |      | 1-0  |      |      |      | 1-0  | 1-1  |      |
| Nëman             | 2-3  |      | 2-0  | 0-4  |      | 4-1  |      | –––– |      |      | 2-3  | 1-0  | 1-0  |      |      | 3-0  |
| Tarpeda Minsk     |      | 0-5  |      | 2-1  | 0-4  |      | 0-0  | 1-0  | –––– | 0-3  |      |      |      | 1-0  | 0-1  |      |
| Tarpeda Mahilëŭ   | 0-2  |      | 1-3  |      |      | 2-1  |      | 1-1  |      | –––– |      |      | 0-0  | 2-2  |      | 5-1  |
| Dinamo Brest      |      | 0-3  |      |      | 3-2  |      | 1-1  |      | 1-2  | 3-0  | –––– | 1-1  |      |      | 4-2  |      |
| Abutnik Lida      |      | 0-3  |      | 1-3  | 1-0  |      | 0-2  |      | 1-1  | 0-0  |      | –––– |      | 3-0  | 0-0  |      |
| Šachcër Salihorsk |      | 1-3  |      |      | 1-1  |      | 1-0  |      | 0-1  |      | 3-1  | 1-3  | –––– |      |      | 2-1  |
| Vedryč Rėčyca     | 1-2  |      | 3-0  |      |      | 1-3  |      | 9-0  |      |      | 2-0  |      | 0-0  | –––– |      | 2-1  |
| Šynnik Babrujsk   | 0-3  |      | 0-1  |      |      | 1-2  |      | 3-1  |      | 0-2  |      |      | 3-1  | 1-1  | –––– |      |
| Babrujsk          |      | 0-5  |      |      | 0-7  |      | 0-0  |      | 0-0  |      | 1-4  | 0-2  |      |      | 0-4  | –––– |

## Spareggio
Allo spareggio promozione/retrocessione vennero ammessi la quindicesima classificata in Vyšėjšaja Liha, lo Šynnik Babrujsk, e la seconda classificata in Peršaja Liha, il Kamunal'nik Pinsk.
|                   | Risultati |                   | Luogo e data |
| ----------------- | --------- | ----------------- | ------------ |
| Šynnik Babrujsk   | 0-2       | Kamunal'nik Pinsk | ?, ?         |
| Kamunal'nik Pinsk | 0-3       | Šynnik Babrujsk   | ?, ?         |
|                   |           |                   |              |

## Statistiche

### Classifica marcatori
| Gol |  |  | Giocatore            | Squadra         |
| --- |  |  | -------------------- | --------------- |
| 16  |  |  | Sjarhej Jaromka      | MPKC Mazyr      |
| 15  |  |  | Pëtr Kačuro          | Dinamo Minsk    |
| 11  |  |  | Valjancin Bjal'kevič | Dinamo Minsk    |
| 10  |  |  | Pavel Šaŭroŭ         | Dinamo-93 Minsk |
| 10  |  |  | Maksim Ramaščanka    | MPKC Mazyr      |